# Gramàtica de la lisibilitat

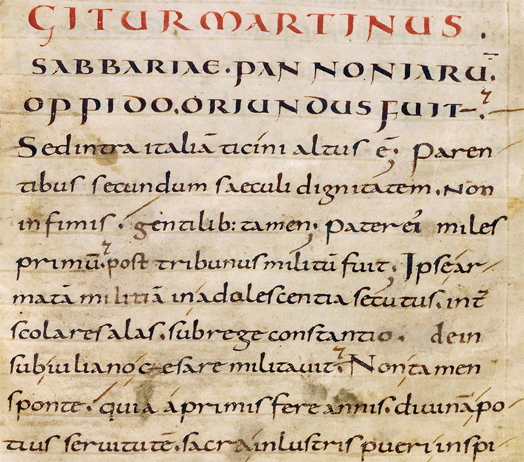
Pàgina en minúscula carolíngia (llevat de la primera línia en capitals i les dues següents en semiuncial)

La gramàtica de la lisibitat és un concepte encunyat per Malcolm B. Parkes per fer referència a l'establiment d'un seguit de convencions gràfiques i d'ordre metodològic i organitzatiu que van permetre la renovació de l'escriptura de textos produïts en scriptio continua pròpia de l'edat mitjana (escriptura contínua sense separacions entre paraules i amb absència de puntuació que s'havia imposat al segle III), fins a arribar a l'anomenada escriptura humanista que s'acabaria per fer extensiva a partir del segle xv en tot Occident.
S'ha de situar l'exigència d'una gramàtica de la lisibilitat dins d'un context cultural en què l'oralitat predominava per sobre d'allò escrit i els criteris i normes de puntuació es regien per la lectura dels textos; les pauses semàntiques, lògiques o rítmiques no apareixien en el moment de la producció del text −escrit al dictat− sinó a l'hora de la seva lectura. Per tal de resoldre una interpretació entenedora i expressiva que convertís una producció textual en una peça de discurs articulat calia desxifrar la pàgina escrita i atorgar el significat original precís a les paraules, discriminar ambigüitats, puntuar les frases en la seva correcta mètrica i aplicar la cadència adient en el moment de l'execució dramàtica.
Això, però, convertia la lectura en un procés lent i feixuc perquè requeria una preparació i un treball previ per part del lector (tota la pedagogia medieval es basava en l'adoctrinament religiós mitjançant la lectura) que les distàncies d'ordre lingüístic no contribuïen pas a millorar (existència de lectors i escrivents en els límits de la llatinitat durant el segle vi, juntament amb la gradual separació del llatí i les llengües romàniques cap a finals del segle VIII). Aquests fets i esdeveniments lingüístics van acabar per conferir entitat pròpia i autònoma a la llengua escrita, i la necessitat conseqüent de bastir una gramàtica de la lisibilitat que aconseguís transmetre visualment tota la informació amb independència de la veu.
La creació de noves convencions gramaticals i àdhuc la seva consolidació i aplicació sistemàtica fou un procés gradual en el temps, alhora que irregular segons regions, en funció de les necessitats lingüístiques de l'amanuense. Les aportacions més significatives foren: l'ús de l'espai blanc com a divisor de paraula (uniformitzat a partir del segle xii); la reducció del nombre de variants tipogràfiques donant lloc a les lletres invariables en minúscula, litterae absolutae, preludi de la minúscula carolíngia i base dels caràcters moderns; el desenvolupament de capitals i lletra destacada, littera nobilior, que emfasitzava els començaments de text o secció com ara les majúscules actuals; la distinció entre jerarquies de lletres per a clarificar el text principal de les cites, glosses o comentaris; i la introducció de signes de puntuació per a marcar accents, matisos i pauses de respiració.
A partir del segle xiii, un cop establertes les convencions fonamentals, s'obriria un camí sense retorn en la socialització de la llengua escrita amb l'augment de manuscrits i lectors que donaria com a resultat la generalització d'una lectura silenciosa i més privada.